# Passeriformes
I passeriformi (Passeriformes Linnaeus, 1758) sono un ordine di uccelli, comprendente circa 5 300 specie (quasi il doppio rispetto a quelle del più grande ordine di mammiferi, i Rodentia), raccolte in circa 110 famiglie (secondo ordine per numero di generi fra i Vertebrati, dopo i Perciformes), numeri che ne fanno il più grande ordine ascritto alla classe.
Il nome dell'ordine deriva dal latino e significa "dalla forma simile a quella di un passero", in riferimento a una delle specie più diffuse e conosciute ascritte ai Passeriformi.

## Descrizione
I Passeriformi comprendono forme perlopiù di piccole dimensioni, più di rado medie: la specie più piccola viene considerata Myiornis ecaudatus, coi suoi 6,5 cm di lunghezza e 4,2 g di peso, mentre le specie di maggiori dimensioni sono gli uccelli lira del genere Menura ed alcune specie di uccello del paradiso che superano il metro di lunghezza grazie anche alle lunghe penne caudali, e quelle più pesanti sono il corvo abissino ed il corvo imperiale, che raggiungono il chilo e mezzo di peso.
Le dimensioni delle specie nostrane di Passeriformi sono comprese fra i 9,5 cm e 5 g del regolo e i 65 cm e 1300 g del corvo imperiale.
Nonostante la grande varietà di forme e livree, tutti i passeriformi sono accomunati da diverse caratteristiche:
- 14 vertebre cervicali (tranne che per gli Eurylaimidae);
- Siringe in posizione tracheo-bronchiale;
- Palato osseo di tipo egitognato, ossia con i palatini a contatto tra di essi, ed il vomere separato dagli pterigoidei e conformato con estremità larga e tronca;
- Sterno provvisto generalmente di due intaccature posteriori e con carena sempre ben sviluppata;
- Ali con 9 o 10 remiganti primarie ben sviluppate ed una sola serie di grandi copritrici;
- La coda presenta solitamente 12 timoniere (fanno eccezione gli uccelli lira che ne possiedono 16[1]);
- La conformazione delle zampe, che presentano 4 dita, per lo più libere sino alla base, sempre inserite allo stesso livello all'estremità del segmento tarso-metatarso. Le zampe dei passeriformi presentano anisodattilia, ossia un solo dito (il pollice, che in genere è il più grosso) che è rivolto indietro rispetto agli altri e non può essere ruotato davanti, conformazione correlata con lo specifico adattamento alla prensione dei rami. Il pollice, inoltre, è fornito di un'unghia più lunga, rivolta all'indietro. Non esistono passeriformi con zampe palmate: anche le pochissime specie che vivono spesso in acqua o che prendono cibo nell'acqua (per esempio il merlo acquaiolo) hanno zampe normali. Tuttavia, in alcune specie di Cotingidae si riscontra una parziale fusione del secondo e del terzo dito a livello del terzo basale. Anche la conformazione della coscia è frutto di adattamento alla prensione: comprende un tendine che percorre l'intera zampa e causa la contrazione delle dita quando la zampa si piega, ad esempio durante l'atterraggio su un ramo o l'appollaiamento, caratteristica molto utile ad esempio quando l'uccello riposa fra la vegetazione[2];
- Spermatozoi dalla conformazione particolare;

Il becco ha varia foggia, in relazione anche ai vari regimi alimentari ed ai particolari adattamenti evolutivi.

## Biologia

### Alimentazione

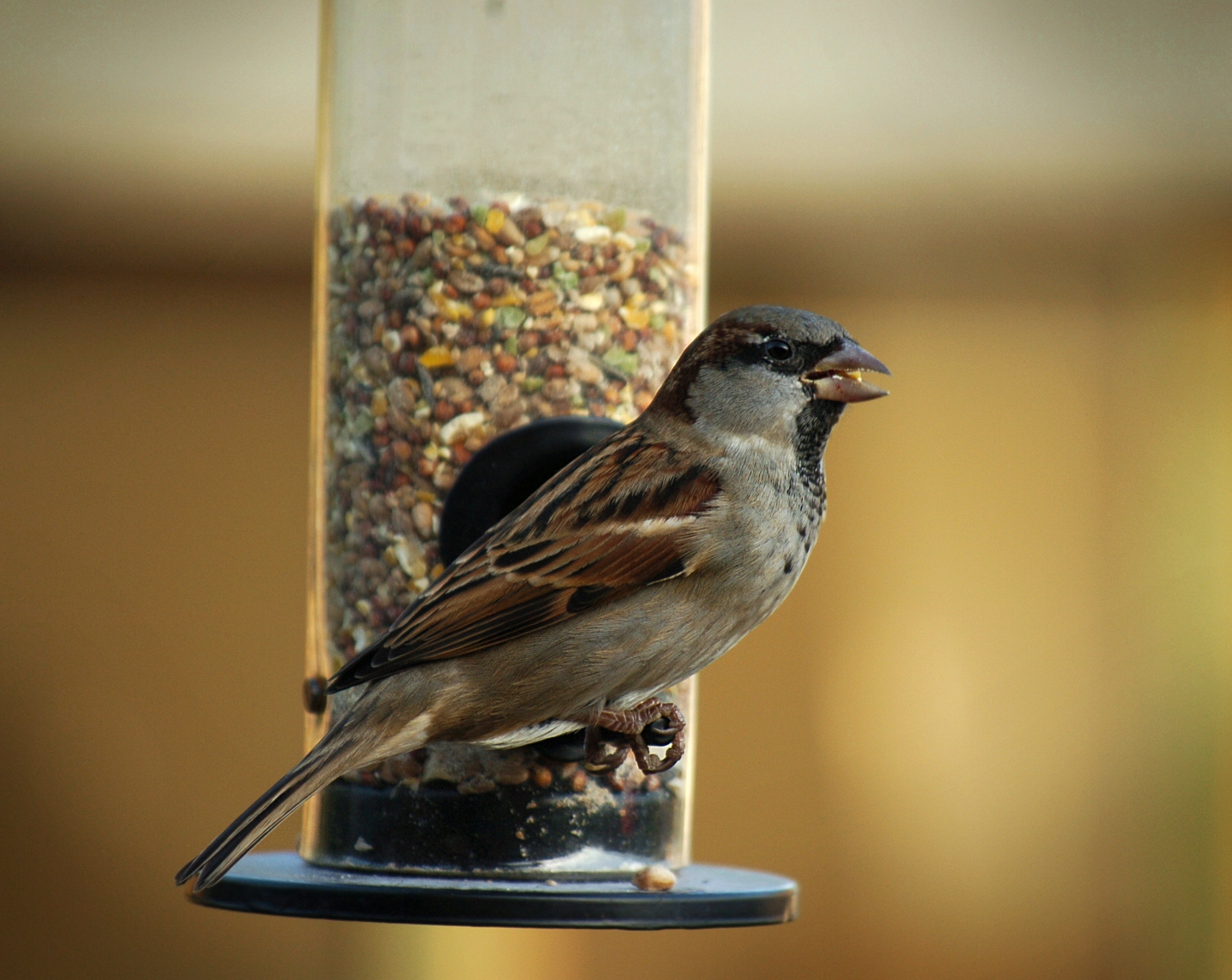
Un passero si nutre di semi: la maggior parte dei passeriformi ha dieta almeno parzialmente granivora.

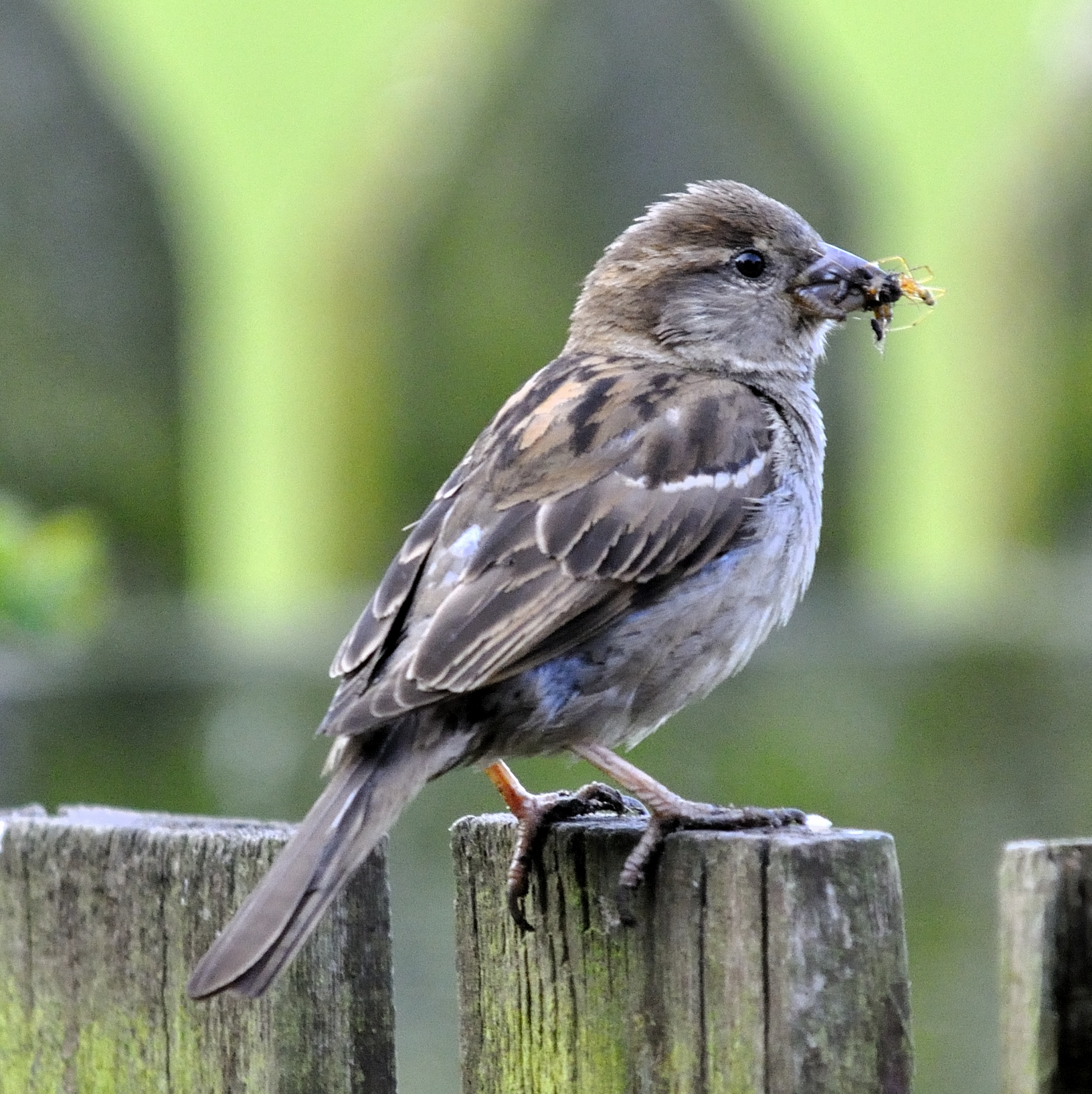
Una femmina di passero con un insetto nel becco: molte specie di passeriformi sono invece prevalentemente insettivore.

La stragrande maggioranza di passeriformi ha dieta insettivora o granivora, non di rado combinate assieme con una preferenza maggiore per l'una o l'altra componente. Eccezioni a questa regola sono costituite da alcune famiglie che vivono nelle foreste pluviali (uccelli del paradiso, i tyranni e i cotinga) e si nutrono quasi esclusivamente di frutta, dalle averle e dai grossi corvidi che sono perlopiù carnivori. In linea di massima si può affermare che tutti i passeriformi in una certa misura, almeno in primavera e per l'allevamento della prole, sono in parte insettivori (od animalivori in senso più lato), mentre i tipici insettivori spesso sono granivori parzialmente verso l'autunno.

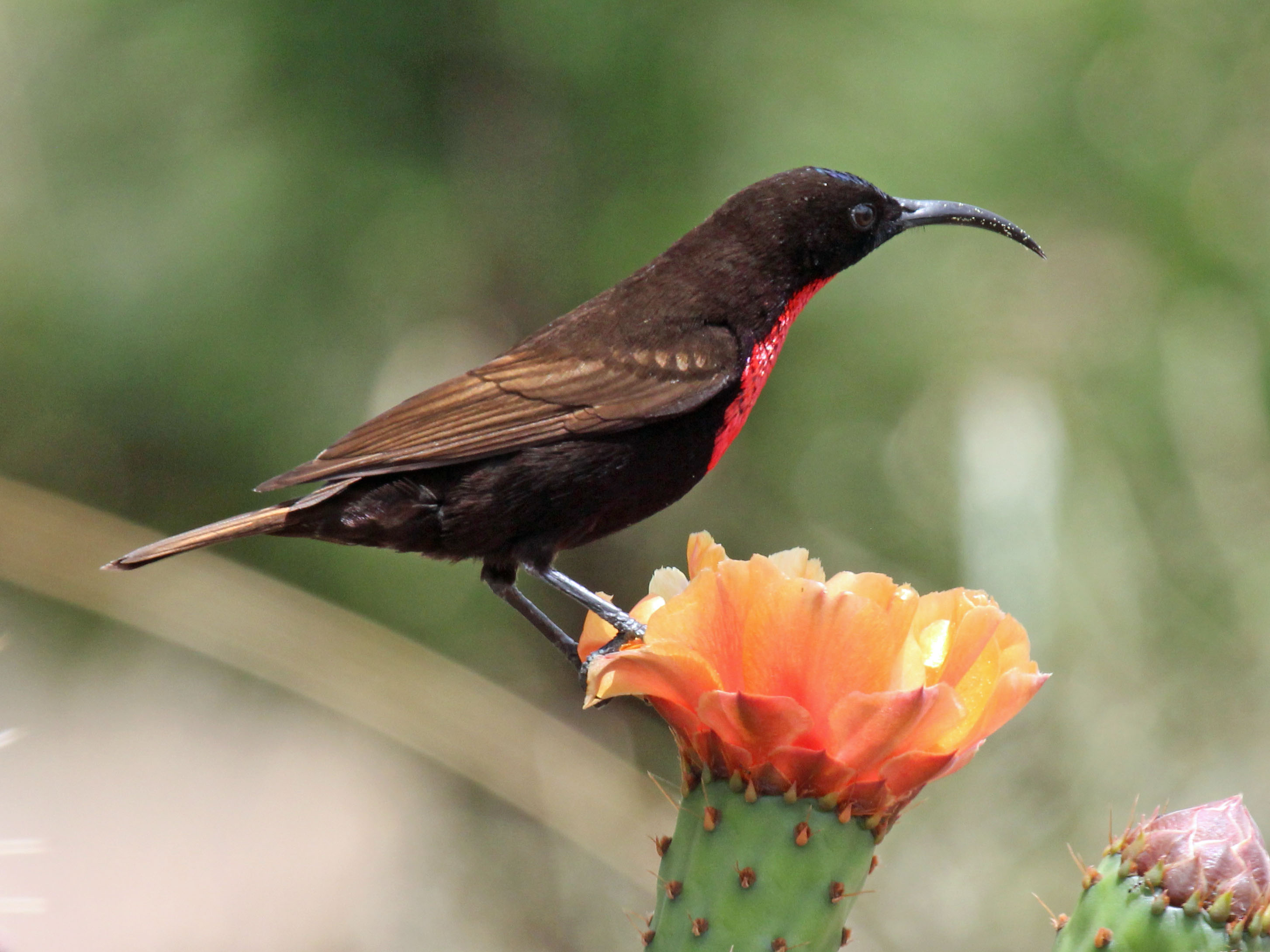
Maschio di nettarinia di Hunter su un fiore di cactus: le nettarinie si nutrono perlopiù di nettare.

Il becco riflette la dieta dell'animale a cui appartiene: specie che si nutrono di semi duri (frosone, pirenesti ecc.) avranno becchi tozzi e massicci, mentre specie prevalentemente insettivore (merlo acquaiolo, rigogolo, rondini, ecc.) avranno becco più sottile e allungato. Alcune specie presentano becchi di foggia inusuale: è il caso dei crocieri, che si nutrono quasi esclusivamente di semi di conifere, per estrarre i quali hanno un caratteristico becco incrociato, o di nettarinie e succiamiele, che per evoluzione convergente occupano la stessa nicchia ecologica dei colibrì.
Per alcune specie è stato documentato anche l'uso di strumenti durante il procacciamento del cibo: è il caso ad esempio di Cactospiza pallida delle isole Galapagos, che si serve di una piccola bacchetta o una spina di cactus tenuta nel becco per stanare gli insetti che vivono negli anfratti.

### Riproduzione

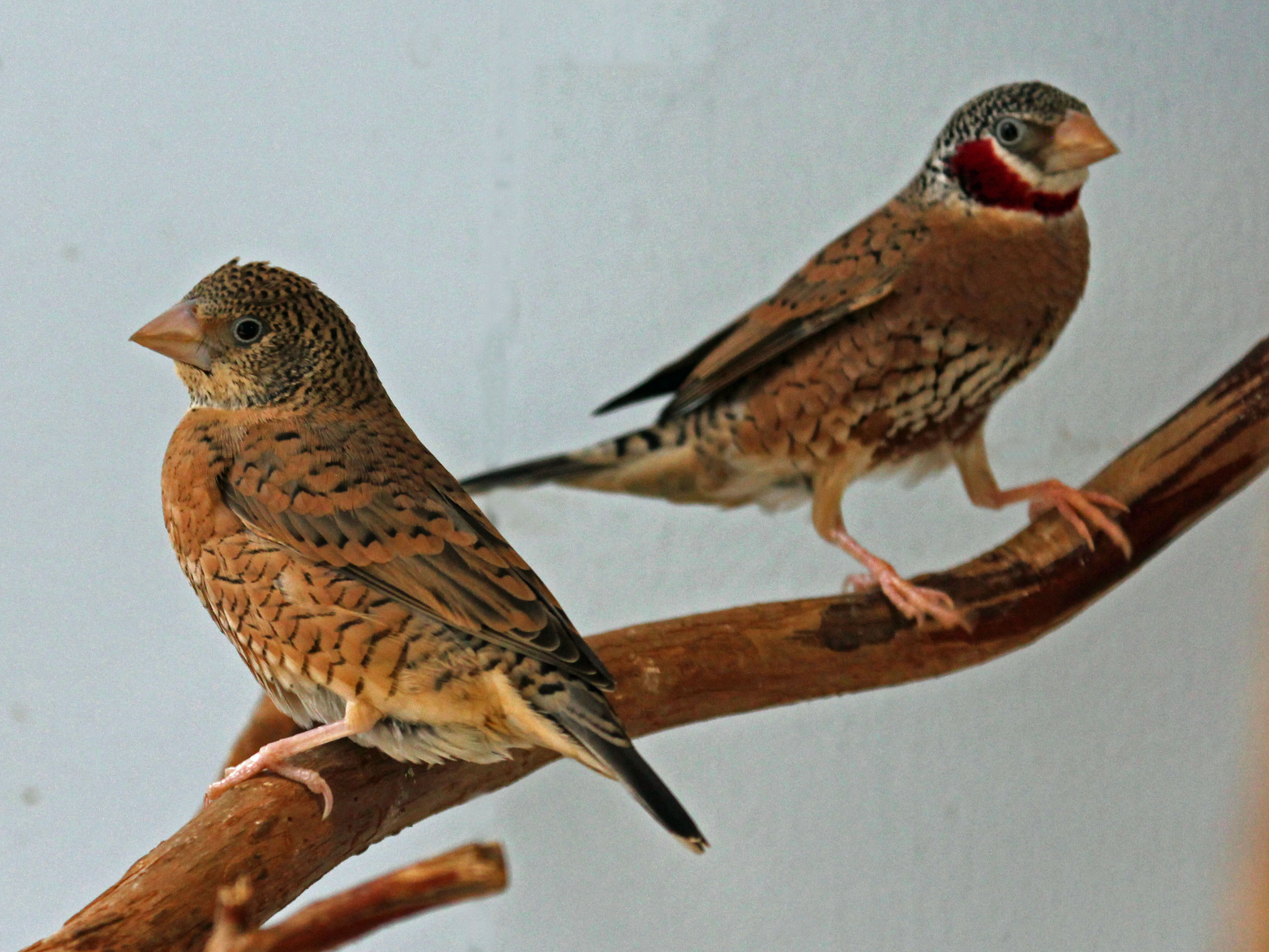
Coppia di golatagliata: nonostante il dimorfismo sessuale, si tratta di uccelli monogami.

I passeriformi presentano costumi riproduttivi anche differenti, ma con dei tratti fondamentali comuni.
La maggior parte delle specie è monogama, tuttavia non vi è una correlazione fra il dicromatismo sessuale (colorazione più accesa nel maschio) ed eventuali costumi riproduttivi poligami: gli estrildidi, ad esempio, presentano dimorfismo sessuale nella colorazione anche molto marcato, pur essendo rigidamente monogami con le coppie che passano assieme l'intera esistenza. Il corteggiamento consiste frequentemente in parate canore in cui il maschio gorgheggia rivolto alla femmina per conquistarla: alcune specie (uccelli del paradiso, galletti di roccia, uccelli lira) presentano corteggiamenti particolarmente spettacolari con parate di piume.

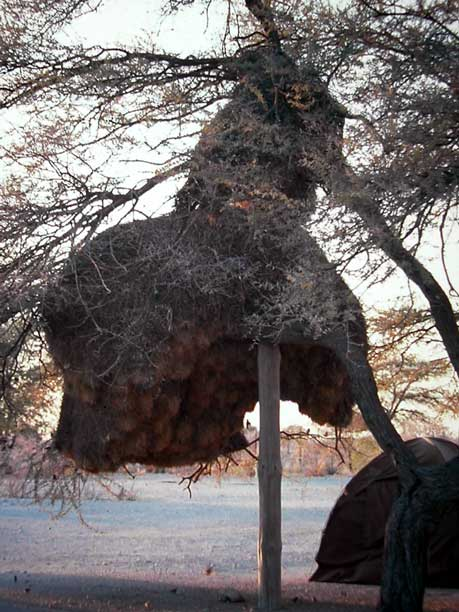
Nido comunitario di passero repubblicano: molti passeriformi mostrano nidi dalle fogge complesse.

Il nido viene costruito da ambedue i sessi intrecciando fibre vegetali ed imbottendone l'interno con lanugine e piumino, oppure utilizzando fango e detriti da far rapprendere (è il caso delle rondini): tipicamente esso è a coppa, ma in alcune specie (come gli uccelli tessitori, gli itteri e gli uccelli fornai) può raggiungere forme elaborate. Gli uccelli giardiniere dell'Oceania costruiscono una struttura di grandi dimensioni e riccamente decorata (alla cui forma si ispirano le case rituali dei papua) al fine di attrarre la femmina, che però non viene utilizzata dalla femmina, che depone poi in un nido a coppa costruito sul terreno.

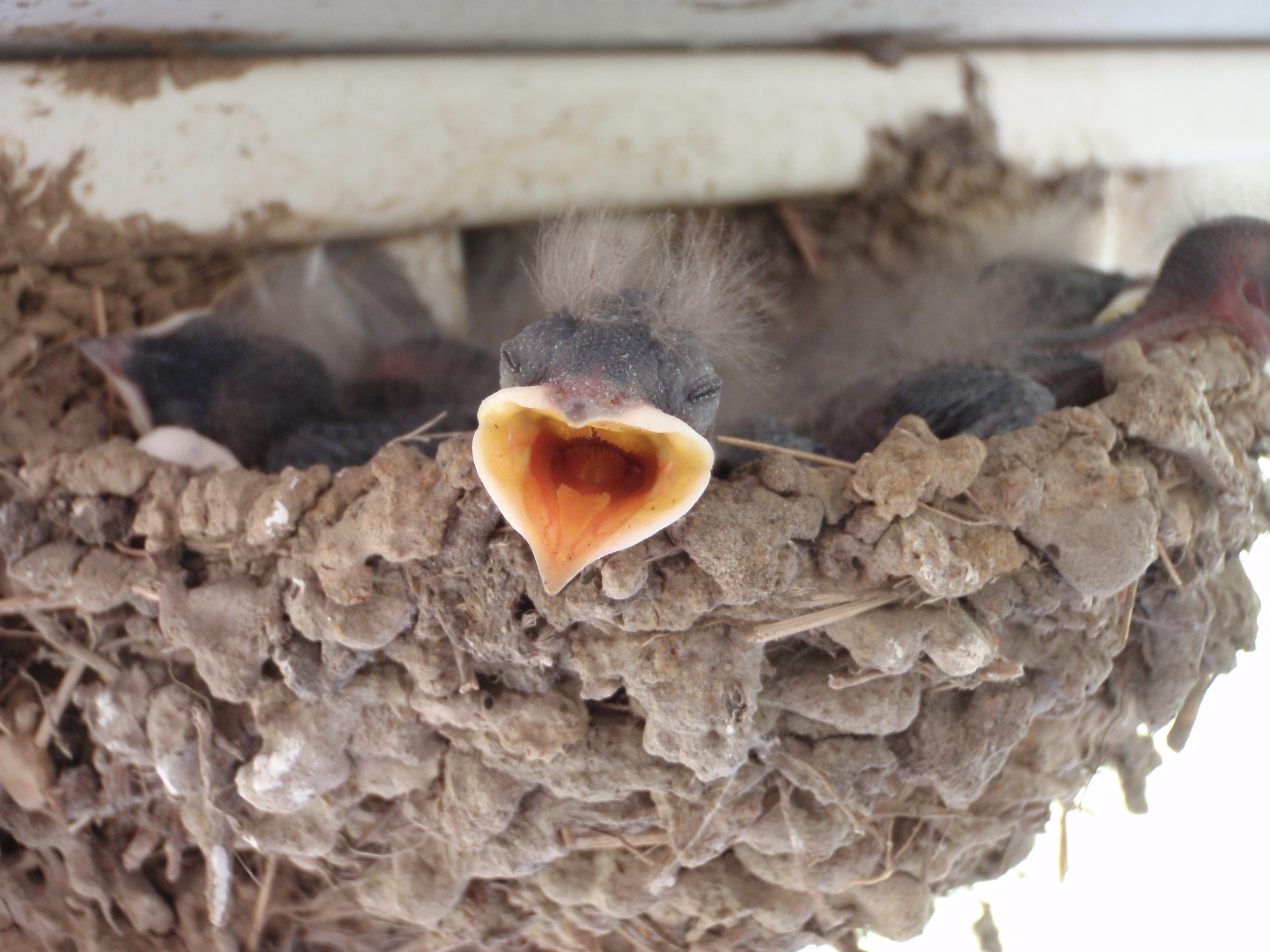
Nido di rondine con pulli: nei passeriformi i nidiacei nascono non autosufficienti.

In media all'interno del nido vengono deposte dalle 2 alle 6 uova, in rapporto di proporzionalità inversa fra le dimensioni della specie e quelle della nidiata (specie di grossa taglia come l'uccello lira o alcuni corvidi tendono a deporre un singolo uovo o al più una coppia, mentre le piccole specie artiche dell'emisfero boreale depongono anche una dozzina di uova per covata), che vengono covate per un periodo solitamente di due settimane. I passeriformi (assieme ad alcune specie di limicoli, ai succiacapre e ai cuculi parassiti) sono fra quegli uccelli che depongono uova colorate anziché unicamente bianche.
I pulli sono sempre nidicoli, in quanto nascono ciechi ed implumi e dipendono dalle cure dei genitori per poter sopravvivere. Prima di ricevere il cibo i piccoli dei passeriformi spalancano le fauci pigolando in modo caratteristico, mettendo in evidenza la gola che solitamente ha una colorazione accesa, in maniera tale da renderli facilmente individuabili nella penombra del nido.

## Distribuzione e habitat
Gli ambienti popolati da questi piccoli, ma vivacissimi uccelli sono i più vari, tranne quello prettamente acquatico (eccezion fatta per il merlo acquaiolo che ha abitudini parzialmente acquatiche): mancano infatti passeriformi marini.
In linea di massima i boschi e le zone a ricca vegetazione sono gli habitat preferenziali per la grande maggioranza delle specie. Non mancano specie che vivono solo in relazione col terreno erbaceo od a scarsa vegetazione ed altre tipiche dell'alta montagna.

## Sistematica
La suddivisione sistematica dei passeriformi è ancora molto controversa.

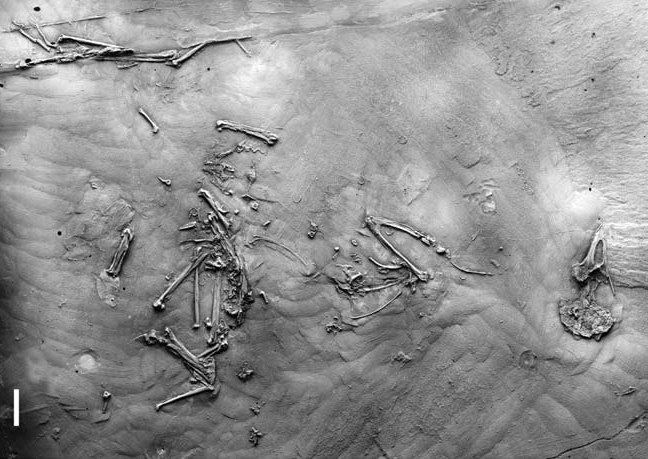
Fossile di Wieslochia, antico passeriforme europeo.

Come avviene per tutti gli uccelli moderni, i reperti fossili ascrivibili a passeriformi sono estremamente rari e frammentari, in virtù della piccola taglia della maggior parte degli appartenenti primitivi all'ordine e della delicatezza delle ossa che ne rende ardua la conservazione. I reperti fossili più antichi ascrivibili ad appartenenti a questo taxon sono probabilmente F20688 e F24685, ritrovati a Murgon, nel Queensland, e custoditi nel Queensland Museum; essi rappresentano rispettivamente un carpometacarpo ed un tibiotarso risalenti all'Ypresiano (circa 55 milioni di anni fa) e appartenuti a esemplari di due specie diverse, misuranti in vita rispettivamente circa 10 e 20 cm di lunghezza, già ben distinguibili come passeriformi veri e propri. Questi due reperti hanno "spodestato" Palaeospiza bella, ritrovata in Colorado e risalente al Priaboniano (circa 35 milioni di anni fa), ritenuta fino a quel momento il passeriforme più antico: in base ai dati del 2014, fra l'altro, questa specie viene considerata non più come un membro dei passeriformi veri e propri, ma come rappresentante di una linea basale ad essi molto vicina. Fra gli altri resti finora ritrovati si segnalano inoltre:
- La parte distale di un tarso-metatarso destro di un uccello della taglia di un merlo (ribattezzato S42815) e altre ossa di almeno un'altra specie di uccelli di taglia simile, rinvenute in Otago e datate al Burdigaliano (19-16 milioni di anni fa)[4];
- Wieslochia, ritrovato in Germania e risalente all'alto Oligocene, probabilmente appartenente a un sottordine estinto;
- Jamna e Resoviaornis, risalenti allo stesso periodo e rinvenuti in Polonia;
- Numerosi reperti non ancora descritti in maniera esauriente e ritrovati in numerosi siti europei (Francia[5][6][7][8], Germania[8], Ungheria[9][10][11]) e sudamericani[12][13], risalenti all'Oligocene o più recenti;
- Palaeoscinis e Palaeostruthus, due passeriformi basali del Pliocene rinvenuti negli Stati Uniti d'America;

Fino alla fine del XX secolo, la classificazione delle varie specie veniva svolta principalmente in base a similitudini morfologiche, molto spesso frutto di convergenza evolutiva e rivelatesi del tutto infondate in seguito a esami genetici: l'avanzamento della biologia molecolare in campo filogenetico e delle scoperte paleontologiche hanno fatto un po' di chiarezza nei rapporti fra i vari taxa e sull'origine dei Passeriformi, databile nel Paleogene (verosimilmente durante il tardo Paleocene, fra i 60 e i 55 milioni di anni fa) nel supercontinente di Gondwana. La linea originaria si è presto suddivisa nell'arco di pochi milioni di anni in tre segmenti, dai quali hanno avuto origine gli Eurylaimidae, i Tyranni, gli Oscini e gli Acanthisitti: a sua volta, in Oceania gli oscini si suddivisero nei parvordini Corvida e Passerida (forse subclade del primo) e da lì estesero il proprio areale in Africa ed Eurasia, subendo una varia e propria radiazione evolutiva durante il Miocene (14-12 milioni di anni fa) ed il Pliocene (10-2 milioni di anni fa), diversificandosi per riempire varie nicchie ecologiche e spesso in tal modo ricolonizzando vecchi ambienti dove già erano presenti cladi più basali e diversamente specializzati. Anche gli Eurylaimidae nel frattempo avevano esteso il proprio areale, in base a quanto osservabile dai reperti fossili ascrivibili ad appartenenti a questa famiglia e ritrovati in Francia e Germania. Già fra la fine del Pleistocene e l'inizio dell'Olocene (circa 1,8 milioni di anni fa) sono osservabili la maggior parte dei rappresentanti delle specie attuali cronospecie.
L'Ultimo antenato comune delle tre linee filetiche attuali di passeriformi doveva essere un uccello di piccola taglia e con una coda corta, dai colori sobri ma con un marcato dimorfismo sessuale, che in seguito nel corso della storia evolutiva dei passeriformi è stato perso e riacquistato più volte dai vari taxa.

### Tassonomia
I sottordini dei passeriformi sono:
- Acanthisitti
- Suboscines o Tyranni
- Oscines o Passeri